# Distretto di Rakai
Il distretto di Rakai è un distretto dell'Uganda, situato nella Regione centrale.